# تيسكو
تيسكو (بالإنجليزية: Tesco)‏، هي شركة عمومية محدودة دولية مقرها الرئيس المملكة المتحدة تعمل في مجال التموينات وسلاسل متاجر التجزئة الكبرى. وهي أكبر سلسلة متاجر بريطانية من حيث المبيعات العالمية وحصة السوق بإجمالي أرباح يتعدى 3 مليارات جنيه إسترليني. وهي حاليا في المركز الثالث عالميا من حيث الدخل بعد وول مارت وكارفور، ولكنها الثانية من حيث الأرباح متقدمة على كارفور.
و بعد إن كانت متخصصة في الأطعمة والمشروبات، فقد نوعت أعمالها لتشمل أنشطه جديدة مثل بيع الملابس، الإليكترونيات المنزلية، الخدمات المالية، الاتصالات عن بعد، تأمين المنازل، التأمين الصحي، تأمين المركبات، تأمين علاج الأسنان، بيع وتأجير أقراص الدي في دي
و الأقراص المضغوطه، تنزيل المقطوعات الموسيقية، كمزود خدمة الإنترنت وبيع برمجيات الحاسوب.

### التكوين

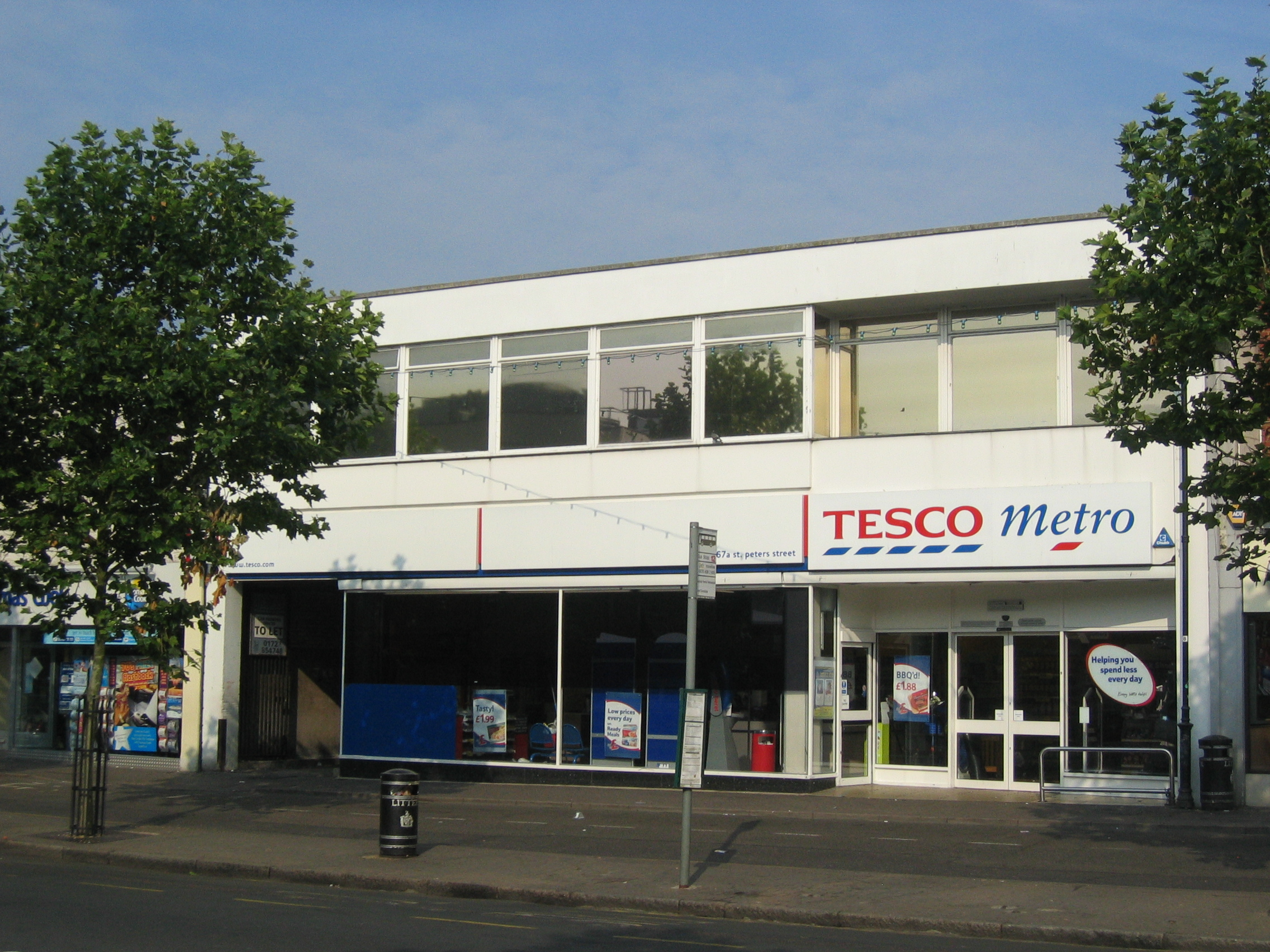
من أقدم متاجر تيسكو في إنجلترا

### الألفية الثانية

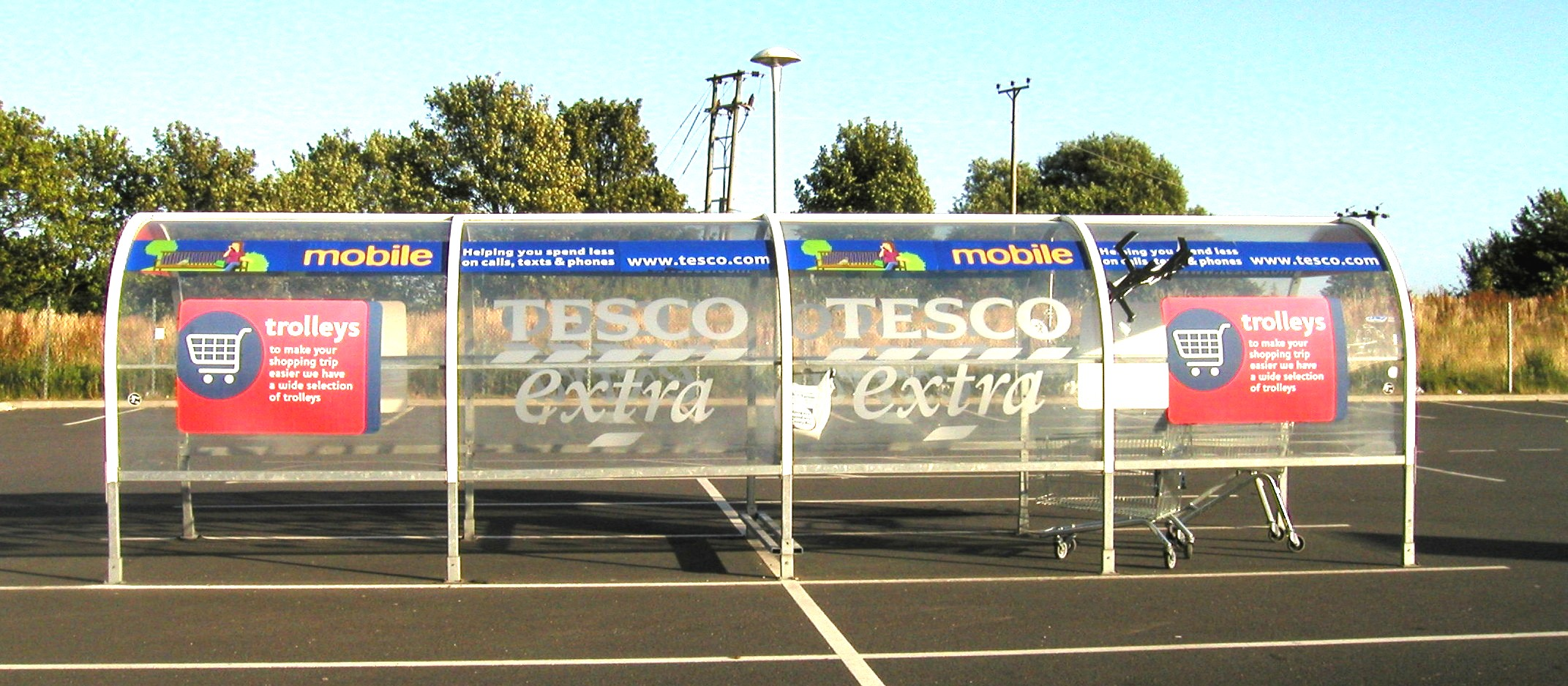
تجمع عربات التسوق

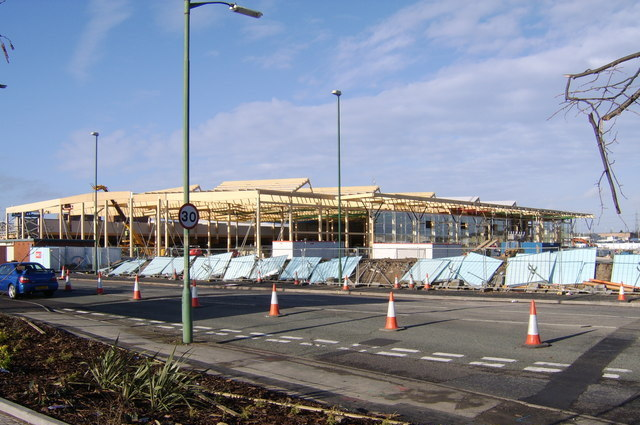
متجر جديد لتيسكو تحت الإنشاء في المملكة المتحدة

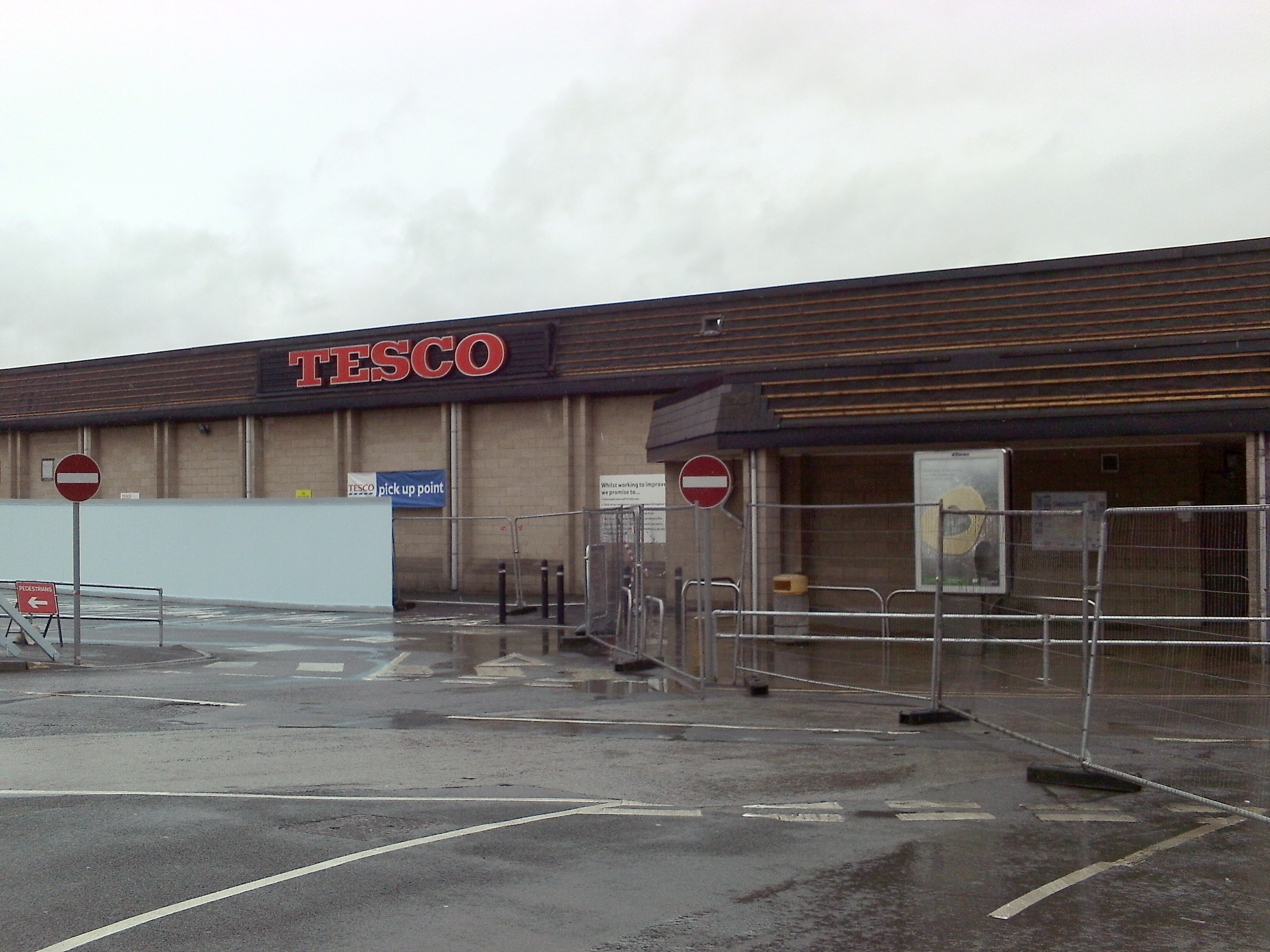
متجر تيسكو في أحد المدن البريطانية

## العمليات في المملكة المتحدة

### المتاجر
تنقسم متاجر تيسكو في المملكة المتحدة إلى عدة أشكال، مختلفة في الحجم وتنوع البضائع المعروضه.

#### تيسكو إكسترا

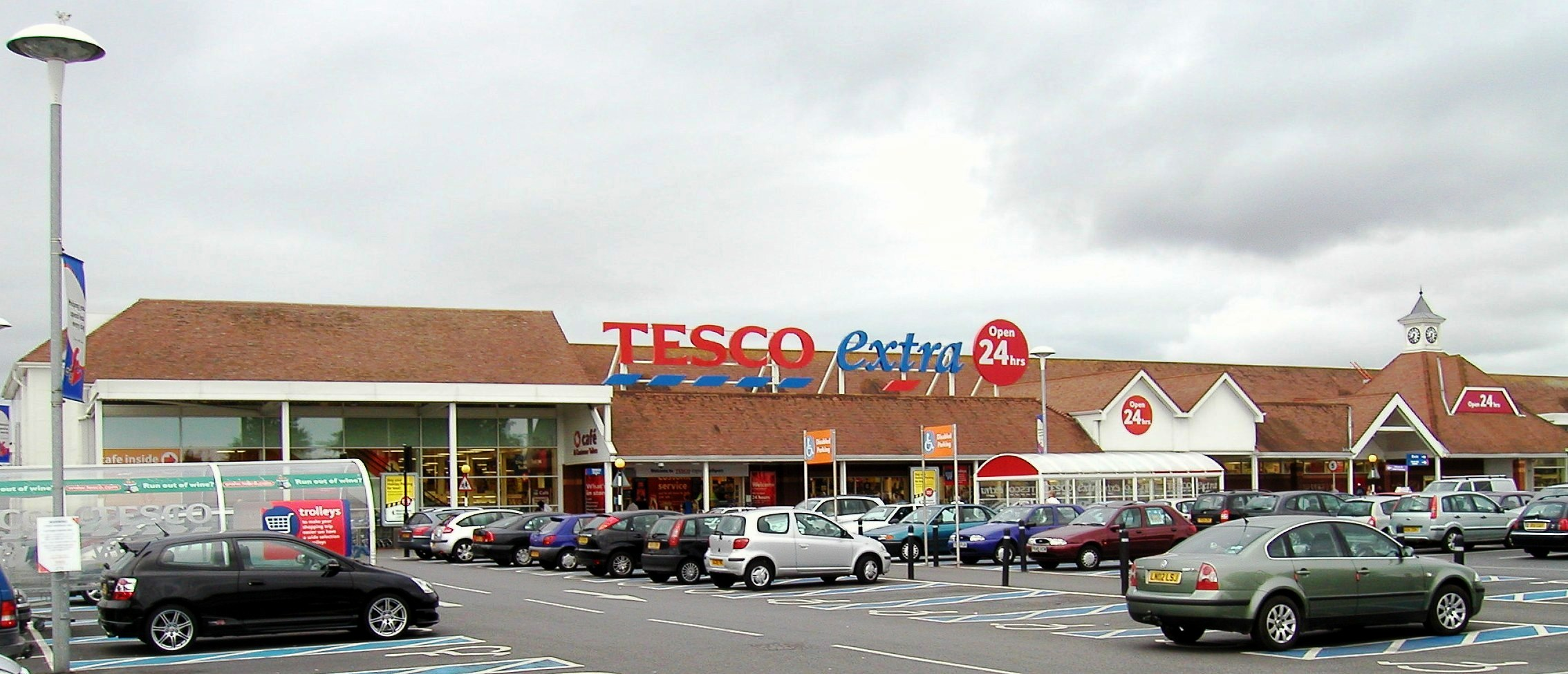
تيسكو إكسترا في أحد مدن إنجلترا

#### تيسكو إكسبرس

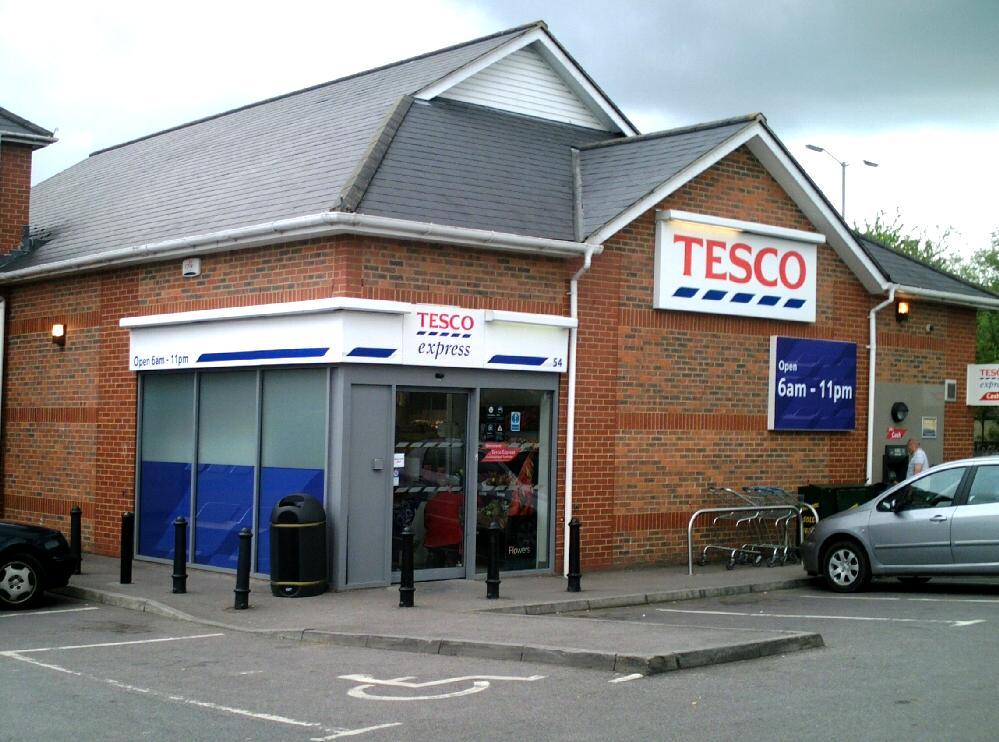
تيسكو إكسبرس في تروبردج،ويلتشير

#### تيسكو هوم بلس

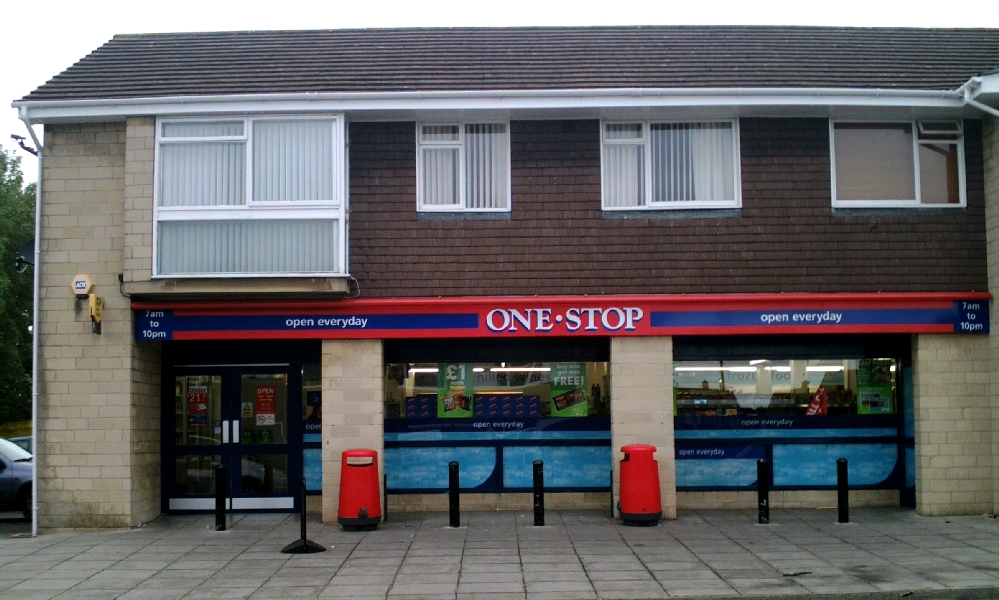
ون ستوب في تروبردج، ويلتشير

#### حقائق عن المتاجر
كما في 28 فبراير 2009، في نهاية السنة المالية 2008/09، كانت أرباح بيانات متاجر تيسكو في المملكة المتحدة كالتالي
| الشكل           | العدد | المساحة الكلية (م²) | المساحة الكلية (قدم مربع) | المساحة الفعلية (m²) | المساحة الفعلية (قدم مربع) | النسبة من المساحة | +/- المتاجر 2008/9 |
| --------------- | ----- | ------------------- | ------------------------- | -------------------- | -------------------------- | ----------------- | ------------------ |
| تيسكو إكسترا    | 177   | 1,172,622           | 12,622,000                | 6,625                | 71,310                     | 40.35%            | 11                 |
| تيسكو سوبرستورز | 448   | 1,247,967           | 13,433,000                | 2,786                | 29,984                     | 42.94%            | 13                 |
| تيسكو ميترو     | 174   | 188,129             | 2,025,000                 | 1,081                | 11,638                     | 6.47%             | 10                 |
| تيسكو إكسبرس    | 961   | 197,419             | 2,125,000                 | 205                  | 2,211                      | 6.79%             | 125                |
| ون ستوب         | 512   | 62,430              | 672,000                   | 126                  | 1,357                      | 2.15%             | 5                  |
| تيسكو هوم بلس   | 10    | 37,904              | 408,000                   | 3,790                | 40,800                     | 1.30%             | 3                  |
| Total           | 2,306 | 2,906,471           | 30,877,000                | 1,309                | 14,087                     | 100%              | 167                |

## العمليات الدولية

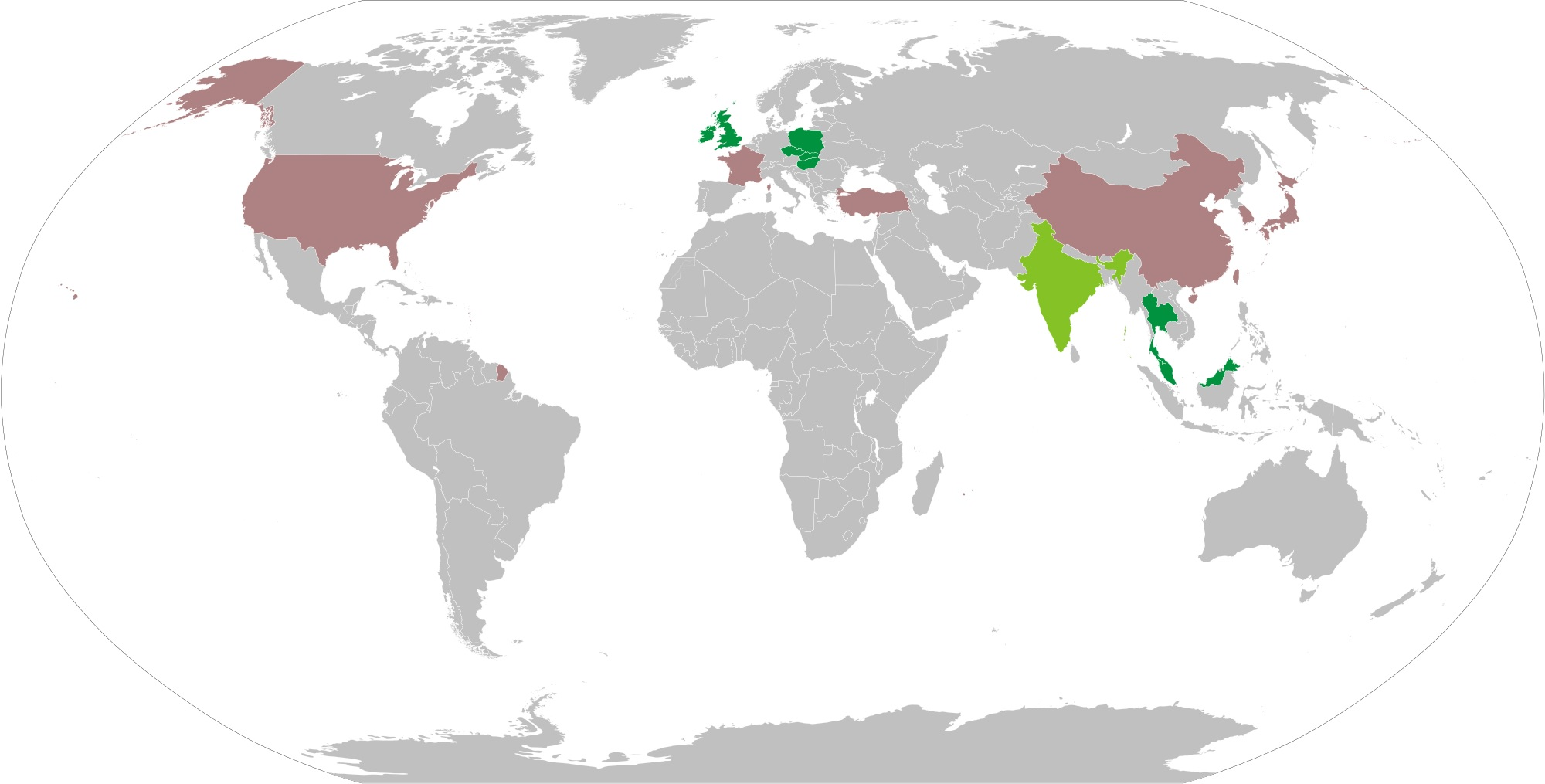
الدول التي بها فروع لتيسكو.

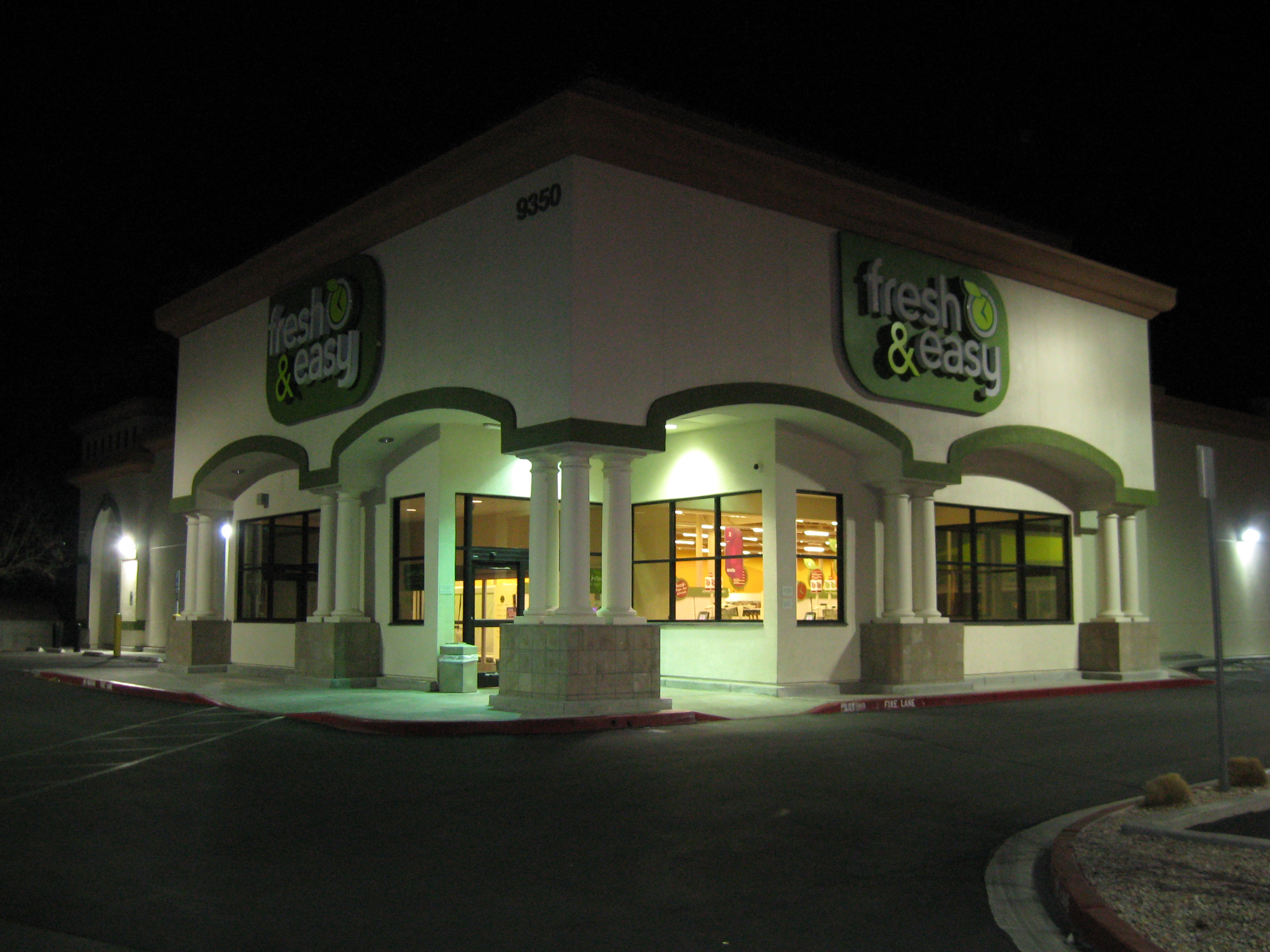
متجر مشترك لتيسكو في الولايات المتحدة

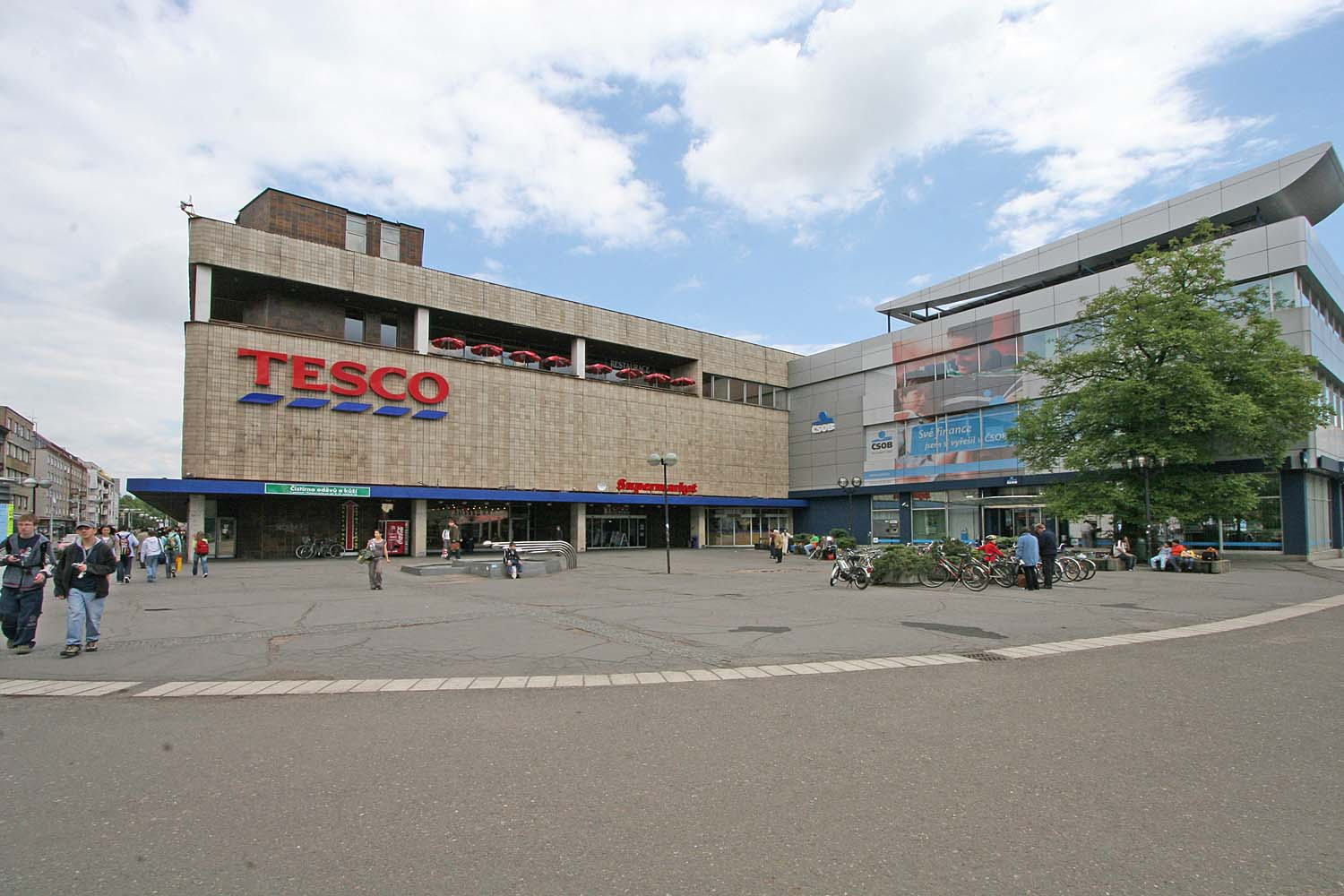
متجر تيسكو في جمهورية التشيك

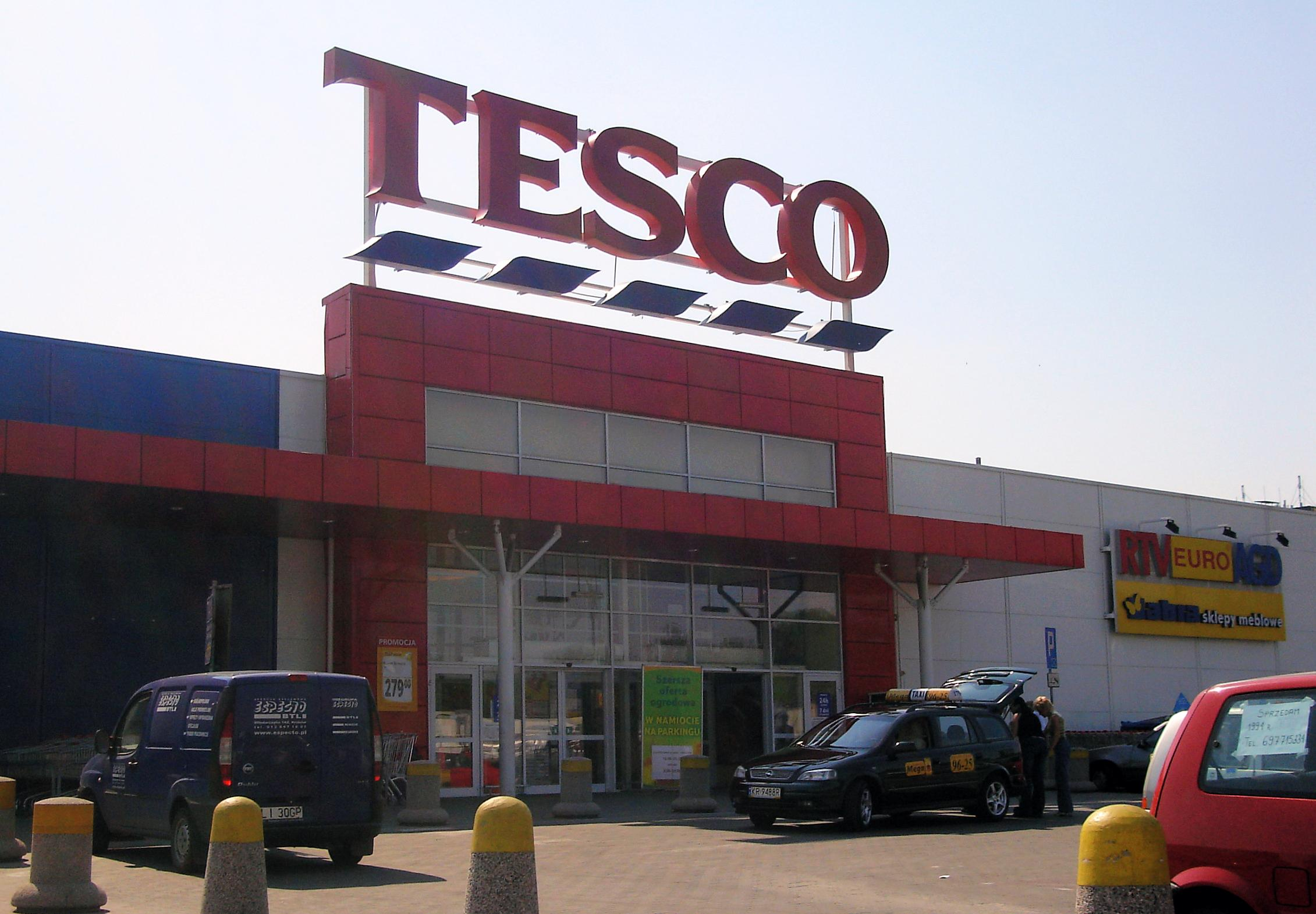
هايبرماركت تيسكو في بولندا

| الدولة           | الدخول | المتاجر                     | المساحة (م²)     | المساحة (قدم مربع) | الدخل (£ مليون)                    |
| ---------------- | ------ | --------------------------- | ---------------- | ------------------ | ---------------------------------- |
| الصين            | 2004   | 79                          | 543,947          | 5,855,000          | 800                                |
| كرواتيا          | 2010   | 1                           | تحت الإنشاء      |                    |                                    |
| جمهورية التشيك   | 1996   | 113                         | 349,408          | 3,761,000          | 1,265                              |
| فرنسا            | 1992   | 1                           | 1,400            | 16,000             |                                    |
| المجر            | 1994   | 149                         | 568,473          | 6,119,000          | 1,774                              |
| جمهورية إيرلندا  | 1997   | 116                         | 276,014          | 2,971,000          | 2,380                              |
| إندونيسيا        | 1977   | 192 (أغلق 1999، أفتتح 2007) | 234,46576        | 54654              |                                    |
| اليابان          | 2003   | 144                         | 40,877           | 440,000            | 408                                |
| ماليزيا          | 2002   | 36                          | 235,137          | 2,531,000          | 584                                |
| بولندا           | 1995   | 319                         | 698,910          | 7,523,000          | 1,135                              |
| سلوفاكيا         | 1996   | 70                          | 270,441          | 2,911,000          | 498                                |
| كوريا الجنوبية   | 1999   | 347                         | 934,512          | 10,059,000         | 2,557                              |
| تايلند           | 1998   | 639                         | 999,358          | 10,757,000         | 1,326                              |
| تركيا            | 2003   | 99                          | 207,452          | 2,233,000          | 256                                |
| الولايات المتحدة | 2007   | 115                         | 106,838 (تقريبي) | 1,150,000 (تقريبي) |                                    |
| المجموع          |        | 2,420                       | 5,232,767        | 56,326,000         | 10,528 (باستثناء الولايات المتحدة) |

## وصلات خارجية
الموقع الرسمي؛
- تيسكو المملكة المتحدة
- موقع الشركة الرسمي نسخة محفوظة 6 أكتوبر 2008 على موقع واي باك مشين.

مواقع هامه؛
- Tescopoly.org، حملة تحالف ضد تيسكو